# 淡水沼澤森林

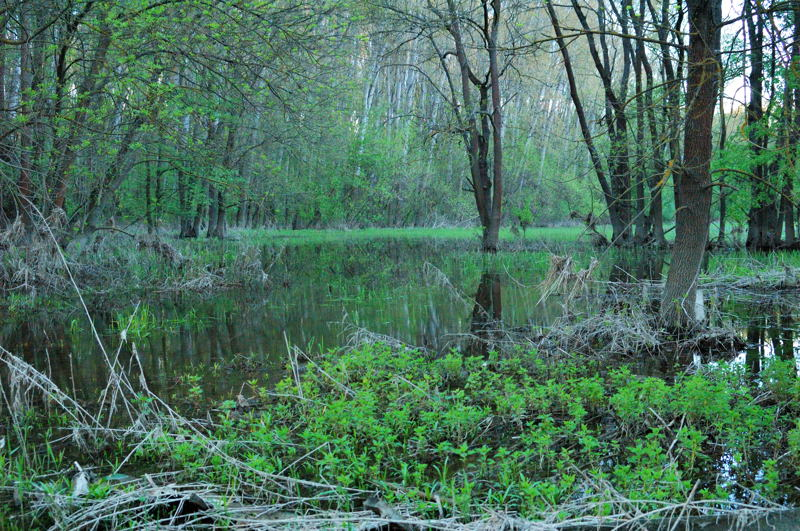
洪溢林

淡水沼澤森林（Freshwater swamp forests），又稱為洪溢林（flooded forests），為常年或季節性被淡水淹沒的森林，通常發生於河川下游或是淡水湖附近。淡水沼澤森林在不同的氣候地區均能發現，包括北方生態系、溫帶、亞熱帶至熱帶地區。
在巴西的亞馬遜盆地，季節性的洪溢林又被稱為沉沒森林（várzea）或氾濫森林（Igapó）。其中várzea特指被白水淹沒的森林，而Igapó指的是被黑水淹沒的森林。
泥炭沼澤森林中，浸水的泥土會防止木質沉積物完全分解，進而累積形成大量酸性的泥炭。